# Baanwielrennen op de Paralympische Zomerspelen 2020 - Tijdrit vrouwen C4-C5
De baanwielrennen Tijdrit vrouwen C4-C5 tijdens de Paralympische Zomerspelen 2020 vond plaats in de Izu Velodrome, Japan. Deze combinatieklasse (C4-C5) onder classificatie C is voor fietsers die beperkingen hebben aan de benen, armen en/of romp, maar wel in staat zijn een standaardracefiets te gebruiken. Om de competitie tussen de drie klassen eerlijk te houden is er gebruik gemaakt van een rekenmodel. Doordat het een gecombineerde klasse is, werden er in 2020 twee wereldrecords gereden.

## Uitslag
| #      | Heat | Renster | Renster                            | Klasse | Orginele tijd | Berekende tijd | opm. |
| ------ | ---- | ------- | ---------------------------------- | ------ | ------------- | -------------- | ---- |
| Goud   | 11   | GBR     | Kadeena Cox                        | C4     | 34.812        | 34.433         | WR   |
| Zilver | 10   | CAN     | Kate O'Brien                       | C4     | 35.830        | 35.439         |      |
| Brons  | 9    | NED     | Caroline Groot                     | C5     | 35.599        | 35.599         | WR   |
| 4      | 8    | FRA     | Marie Patouillet                   | C5     | 36.683        | 36.683         |      |
| 5      | 5    | CHN     | Ruan Jianping                      | C4     | 37.834        | 37.422         |      |
| 6      | 6    | NZL     | Nicole Murray                      | C5     | 37.657        | 37.657         |      |
| 7      | 7    | RPC     | Alina Punina                       | C5     | 38.369        | 38.369         |      |
| 8      | 3    | NZL     | Anna Grace Taylor                  | C4     | 39.140        | 38.713         |      |
| 9      | 4    | ARG     | Mariela Delgado                    | C5     | 38.892        | 38.892         |      |
| 10     | 1    | COL     | Paula Andrea Ossa Veloza           | C5     | 39.868        | 39.868         |      |
| 11     | 2    | BRA     | Ana Raquel Montenegro Batsita Lins | C5     | 44.157        | 44.157         |      |